# Макдональд, Гектор Манро
Гектор Манро Макдональд (англ. Hector Munro Macdonald, 19 января 1865, Эдинбург, Шотландия, Великобритания — 16 мая 1935, Абердин, Шотландия, Великобритания) — шотландский математик, специалист по теории специальных функций и применению математических методов для решения задач электродинамики.

## Биография
Гектор Манро Макдональд родился в Эдинбурге 19 января 1865 года в семье Энни Манро (Annie Munro) и Дональда Макдональда (Donald Macdonald). Он учился в Абердинской грамматической школе (см. также Школа грамоты), а в 1882 году поступил в Абердинский университет.
В Абердинском университете Макдональд изучал математику. Окончив его с отличием в 1886 году, он получил фуллертоновскую стипендию (англ. Fullerton Scholarship) и продолжил своё обучение в Клэр-колледже Кембриджского университета. В 1889 году он окончил обучение, заняв четвёртое место на математическом экзамене «Трайпос» (fourth Wrangler). В 1890 году Макдональду была дана стипендия для работы в Клэр-колледже, а в 1891 году он получил премию Смита.
В Кембридже Макдональд сначала работал в области «чистой» математики, а затем переключился на математические проблемы, связанные с электромагнитным излучением, и в 1901 году получил премию Адамса за своё эссе «Электрические волны» (англ. Electric waves).
В 1904 году Макдональд получил позицию профессора математики в Абердинском университете и перебрался из Кембриджа в Абердин. Там он жил и работал до конца своей жизни.
В 1901 году Макдональд был избран членом Лондонского королевского общества, которое в 1916 году наградило его Королевской медалью. В 1905 году он был также избран членом Королевского общества Эдинбурга. Кроме этого, Макдональд был членом Лондонского математического общества, а в 1916—1918 годах — президентом этого общества.

## Научные результаты
Макдональд работал над асимптотическими разложениями различных функций, исследовал свойства функций Бесселя — их нули, а также некоторые интегралы, связанные с ними. Часть его работ была посвящена сферическим гармоникам и рядам Фурье.
Посредством суммирования рядов с функциями Бесселя Макдональду удалось решить некоторые задачи, связанные с дифракцией электрических волн.
Модифицированную функцию Бесселя второго рода {\displaystyle K_{\nu }(z)} называют функцией Макдональда.